# Baphiopsis parviflora
Genre
Espèce
Classification phylogénétique
Synonymes
- Baphiopsis stuhlmannii Taub.[2]

Baphiopsis parviflora est une espèce de plantes à fleurs dicotylédones de la famille des Fabaceae, sous-famille des Faboideae, originaire d'Afrique. C'est l'unique espèce acceptée du genre Baphiopsis (genre monotypique).

## Liste des sous-espèces et variétés
Selon Tropicos (28 octobre 2018) (Attention liste brute contenant possiblement des synonymes) :
- sous-espèce : Baphiopsis parviflora subsp. villosa Yakovlev
- variétés :
  - Baphiopsis parviflora var. setulosa Yakovlev
  - Baphiopsis parviflora var. villosa Yakovlev